# 彭德仁
彭德仁（1957年7月16日—），又名彭大順，緬甸果敢族政治人物，彭家聲長子，現任緬甸聯邦第一特區主席、緬甸民族民主同盟軍總司令及緬甸民族正義黨總書記。

## 生平
彭德仁1957年7月16日出生於果敢紅石頭河:500-501，是彭家聲的長子。幼年曾在紅石河小學學習。1967年7月跟隨父親彭家聲進入中國雲南的勐堆，之後在彭木山完成高小學業。1969年返回果敢，在紅旗小學讀初中。1973年12月前往中國，在臨滄市第一中學讀高中。1979年前往佤邦從事聯絡工作。1987年跟隨叔父彭家富回到果敢。1989年3月11日，彭家聲宣布脫離緬共，在果敢成立緬甸民族民主同盟軍。彭德仁擔任同盟軍總部政治部副主任兼通訊處處長。
1993年，楊茂良發動政變奪權，彭德仁跟隨父親一起離開果敢，前往撣邦東部第四特區勐拉，後在弄丘建立根據地。他參加開闢瑞碧紐新村，擔任新村的管委會副主任。1995年11月跟隨父親返回果敢:500-501。12月22日，他受彭家聲的委托前往拱掌與蔣忠明等人談判，接收了楊茂良部，同盟軍獲得統一:295-296。彭家聲重掌果敢政權後，彭德仁於被任命為同盟軍副參謀長、財政部長:500-501。1997年3月12日，被任命為副司令:296-297。2000年5月25日當選撣邦第一特區行政管理委員會委員、軍事委員會委員:296-297。2000年3月財政部調整後，仍任部長。2001年2月15日辭去財政部長職務，財政部由彭家聲統籌:296-297。2000年5月，禁毒總指揮部改名禁毒委員會，彭德仁任主任、魏超仁任副主任，負責執行禁毒政策。2002年3月卸任主任職務，由白所成接替:377。2005年起分管部隊工作，擔任第一特區幹校校長:500-501。
2009年果敢軍事衝突爆發。8月22日，緬甸政府以涉嫌製毒販毒、非法製造販賣武器為由，對特區主席彭家聲、同盟軍司令彭家富、副司令彭德仁、果敢副縣長彭德禮四人發出通緝令:313。翌日，在彭家聲的授意下，同盟軍總司令彭家富召集軍政領導開會，聲稱自己年事已高，決定將司令一職轉交彭德仁接替、副司令王國政協助指揮；彭家富、白所成則暫離果敢從事內外聯絡。然而這個決定未獲白所成等將領的支持。是日夜間，緬甸軍隊對果敢發起進攻，彭家聲決定停止談判。24日，白所成、魏超仁、劉國璽、明學昌等人發動兵變奪權，宣佈同緬甸政府合作並放棄抵抗。25日，撣邦第一特區臨時管理委員會成立，以白所成為主席。26日，彭家聲、彭家富、彭德禮等人經清水河逃往佤邦南鄧特區避難:453-456，彭德仁於29日離開果敢:500-501。
彭德仁與父親逃出果敢之後流亡外地，無人知曉二人行蹤。據推測，彭家聲刻意將他培養為接班人。然而，彭德仁在接受美國之音電話採訪時表示自己並非熱衷軍事的人，身處此位實為「時勢所逼」，他本人平時更喜歡看些歷史方面的書籍。
彭氏父子重新整頓同盟軍後展開游擊戰，試圖奪回果敢。彭德仁參與了多次軍事行動，其中包括2015年果敢軍事衝突。2021年緬甸軍事政變之後，彭德仁加大對果敢的攻勢。同年2月5日，同盟軍試圖刺殺白應能，但沒有成功。
2023年10月27日，同盟軍與若開軍、德昂民族解放軍組成三兄弟聯盟，以打擊緬北電詐的名義發起「1027行動」，同盟軍計畫收復果敢。截止2023年，同盟軍已經是緬甸最强大的一支民族地方武裝，據信有5000名左右裝備精良的士兵。2024年1月6日，驻扎在果敢地区的缅甸军队投降并撤出果敢，彭德仁麾下的同盟军夺回果敢全境。
截至2012年，緬甸對彭德仁的逮捕令仍然懸而未決，這項逮捕令指控他和父親彭家聲以及同盟軍的另外兩名領導人非法生產和銷售武器彈藥。彭德仁的姐夫、緬甸華裔商人李國權（緬甸名Hla Win）於2015年在緬軍拘留期間死亡。
據《伊洛瓦底》報道，彭德仁自2024年10月下旬以來一直被拘留在中國昆明一家家族經營的酒店內。據稱彭德仁被拘留是為了向民族民主同盟軍施加壓力，直到同盟軍放棄對臘戍的控制。但中國政府否認了這項說法，聲稱彭德仁正在尋求治療。
2025年1月18日，在中國的斡旋下，同盟軍同意與緬甸政府達成停火協議。據報導，停火條件是同盟軍在6月前將臘戍的控制權轉交給緬甸軍政府。1月28日，彭德仁發表農曆新年賀詞，承諾「將恪守中國『勸和促談』對緬利好政策」，這是他未露面之後的首次公開聲明。

## 參见
- 2009年果敢軍事衝突
- 2015年果敢军事冲突
- 1027行動